# Mарлен Жобер
Марлен Жобер (фр. Marlène Jobert; 4. новембар 1940, Алжир, департман Алжир, Француска) је француска филмска и позоришна глумица и списатељица.

## Биографија
Рођена је у француском Алжиру, у сефардској породици. Студирала је на Конзерваторијуму у Дижону, затим на Вишем националном конзерваторијуму драмских умјетности у Паризу. 
Од 1963. игра у позоришту, а од 1966. дебитује на филму. Од 1967. године глуми на телевизији (последње улоге датирају из 1998). На радију је читала бајке Пероа, Андерсена, Киплинга и др. Аутор је популарних књига о класичним композиторима.
Удата је за зубара Волтера Грина и има кћерке близнакиње - Џој и Ева Грин.

## Филмографија
- 1966 - Мушко - женско - Елизабета
- 1966 - Војник Мартин  - партизански
- 1967 - Лопов - Бросали
- 1967 – Блажени Александар – Агата
- 1968 - Не узимајте Божију децу за дивље патке — Рита
- 1968 - Астрагалус - Ана
- 1969 - Путник кише - Мели
- 1969 - Последње познато пребивалиште - Јеане Думас
- 1971 - Поновни брак - Шарлот
- 1971 - Бекство — Лаурен
- 1971 - Ухвати шпијуна — Фабиенне
- 1971 - Монструозна деценија - Хелен
- 1972 - Нећемо заједно остарити — Цатхерине
- 1974 - Жулиета И Жулиета - Јулиете Росенек
- 1974 - Тајна — Јулиа
- 1975 - Луд - убити — Јулие
- 1975 - Није тако лош — Нели
- 1976 - Добро и зло - Лола
- 1977 - Јулие Велцро  — Јулие
- 1977 - Тужилац — Мадам Арангруд
- 1978 - Хајде да посетимо маму, тата ради — Агнес
- 1979 - Тои  — Ада Барлета
- 1979 - Полицијски рат - Мари
- 1981 - Прљави посао- Хелена
- 1981 - Гола љубав - Клер
- 1983 - Хаковање— Кристина
- 1984 - Јахачи олује - Мари
- 1984 - Успомене, успомене  - Нађа
- 1989 - Роде нису оно што мисле - Мари[2]

## Признања
- Почасна награда Цезар (2007).
- Орден уметности и књижевности (2014).